# بيتر رودولف دي فريس
بيتر دي فريس (14 نوفمبر 1956 - 15 يوليو 2021)، هو صحفي ومقدم برامج، وسائق رالي، ومذيع هولندي. هو صحفي متخصص في تغطية الجرائم، واشتهر في هذا الميدان في هولندا.

## وفاته /اغتياله
توفي يوم الخميس 15 يوليو 2021 بأحد مستشفيات مدينة أمستردام متأثرا بجراحه إثر تعرضه لعملية إطلاق النار مساء الثلاثاء 6 يوليو 2021 حوالي الساعة 19.30 في شارع « de Lange Leidsedwarsstraat» وسط مدينة أمستردام، قرب استوديو البرنامج التلفزيوني «RTL Boulevard» حيث كان ضيفًا في ذلك المساء كخبير.

## أعمال بارزة
من أهم أعماله:
- Peter R. de Vries: Crime Reporter.

## جوائز
حصل على جوائز منها:
- جائزة إيمي.

## وصلات خارجية
- بيتر رودولف دي فريس على موقع IMDb (الإنجليزية)
- بيتر رودولف دي فريس على موقع قاعدة بيانات الفيلم (الإنجليزية)